# Alquerubim
Alquerubim é uma freguesia portuguesa do município de Albergaria-a-Velha, com 15,36 km² de área e 2233 habitantes (censo de 2021). A sua densidade populacional é 145,4 hab./km².
Alquerubim é nome de região e não de povoado, situada na margem direita do rio Vouga, na fértil área aluvial, na zona fronteira às confluências do rio Marnel e do rio Águeda.

## Demografia
A população registada nos censos foi:
| Distribuição da População por Grupos Etários | Distribuição da População por Grupos Etários | Distribuição da População por Grupos Etários | Distribuição da População por Grupos Etários | Distribuição da População por Grupos Etários |
| -------------------------------------------- | -------------------------------------------- | -------------------------------------------- | -------------------------------------------- | -------------------------------------------- |
| Ano                                          | 0-14 Anos                                    | 15-24 Anos                                   | 25-64 Anos                                   | > 65 Anos                                    |
| 2001                                         | 433                                          | 366                                          | 1216                                         | 375                                          |
| 2011                                         | 365                                          | 250                                          | 1293                                         | 473                                          |
| 2021                                         | 259                                          | 226                                          | 1174                                         | 574                                          |

## Descrição
Alquerubim aparece-nos na larga doação e dotação de 26 de janeiro de 956, feita por Mumadona Dias ao Mosteiro de Guimarães e no inventário das propriedades e igrejas de Guimarães, de 1059 ("villa alcaroubim integra et cum sua prestancia te cum suas salinas").
Segundo António Gomes Rocha Madahil (1938), Alquerubim e São João de Loure ficavam à vista do oceano e era possível a existência da marinhas nesses lugares, muito distantes hoje da linha de maré.
Paus, um dos lugares da freguesia, foi vila e cabeça de concelho e, pertenceu ao Almoxarifado de Eixo, fazendo parte da Corregedoria de Barcelos e tributária da Casa de Bragança. Constituiu, até ao início do século XIX, o concelho de Paus.

## Património
A Igreja Matriz, dedicada a Santa Marinha, foi construída nos séculos XVII e XVIII. Hoje bastante alterada possui retábulos barrocos do século XVIII.
- Capela de Santo Estevão (Calvães)
- Capela de Santa Martha (Ameal)
- Capela de São Brás (Beduído)
- Capela de Nossa Senhora das Dores (Paus)
- Capela de S. Luís (Fial)
- Capela de Santa Eufémia (Beduído)
- São Pedro
- Monumentos solarengos: Solares de Pardos, Baeta, Paus e Soengas

## Património Natural
- Cabeço de Santo Estevão
- Margem do Rio Vouga
- Costa de Paus
- Alto da Igreja Nova
- Largo de Nossa Senhora das Dores
- Capela de Santa Martha

(A paisagem desta freguesia é muito encantadora contribuindo para isso o Rio Vouga que a banha proporcionando uma beleza natural)

## Personalidades ilustres
- Barão de Alquerubim

## Actividades Económicas
Agricultura, agro-pequária, produção e transformação de madeira, pequena indústria de confecções, metalomecânica e pequeno comércio

## Festas e Romarias
A festa do "Pica Boi" (Fial) - último Domingo de Maio
A festa em honra da padroeira (Santa Marinha) - Fim de semana a seguir ao dia 18 de Julho
A festa em honra do São Luis (Fial) - 25 de Agosto
A festa em honra de Nossa Senhora das Dores - 15 de Setembro
A festa em honra da Santa Martha - Fim de semana a seguir ao dia 29 de Julho

## Gastronomia
Destacam-se os Pastéis de Alquerubim, os bilharacos ou filhós, o leitão assado, a lampreia, caldeirada de enguias, rojões com grelos e o cabrito assado.

## Equipamento Social e Escolar
- Casa do Povo
- Centro Paroquial de Alquerubim
- Complexo Desportivo e pavilhão
- Correio e Telecomunicações
- Posto Médico, Farmácia
- Casa de Turismo de Habitação "Casa de Fontes"
- Centro Escolar com ensino pré-escolar e primeiro ciclo do ensino básico
- Jardim de Infância da Associação de Solidariedade Social de Alquerubim

## Associações e Coletividades
- Centro de Atividades Populares de Alquerubim (CAPA)
- Centro Cultural, Recreativo e Desportivo do Fial
- Associação de Solidariedade Social de Alquerubim
- Casa do Povo de Alquerubim
- Associação Cultural "Os J.U.D.A.S" do Fial

## Artesanato
latoaria / tecelagem / bordados / cestaria